# Zero (Mega Man)
Zero (ゼロ) es un personaje de ficción perteneciente al universo de Mega Man, siendo uno de los tres protagonistas de Mega Man X y el protagonista de Mega Man Zero. En las series Mega Man X es uno de los Maverick Hunters con mayor rango (siendo estos A y S, siendo la última la mayor) junto con Mega Man X  y Axl para detener a los reploides malvados conocidos como Mavericks, la mayoría, liderados por Sigma, el villano recurrente. Se debe hacer énfasis en que él no es un reploid, ya que estos son los robots diseñados sobre la base de X y él es un modelo original al igual que X, así que es un Androide.
Al principio, Keiji Inafune, el creador de Mega Man y actual Presidente de Capcom, había admitido que había creado a Zero para que fuera el mismo Mega Man X, para reemplazar a Mega Man, pero decidió crear a X, debido a que a los jugadores les encontraría difícil reconocer un parentesco entre Mega Man y el nuevo Mega Man X debido a la gran diferencia de diseño, así que mejor convirtió a Zero en compañero y en ciertas oportunidades protector de X. Nueve años después, Zero tendría su propio rol protagónico en Mega Man Zero, serie disponible para Gameboy Advance y posteriormente un compilado para Nintendo DS.
Cuando Zero fue integrado en Mega Man X, era una extensión de los poderes de X, ya que poseía una versión más poderosa del X buster, llamado el Z buster y varias habilidades que X no tenía desde su diseño original (por ejemplo la habilidad de Dash), además, de que su diseño rebelde y rojo, contrastaba con el sencillo y azul X. Hasta el Mega Man X3, Zero era un personaje con el cual no se podía jugar, y sólo aparecía para ayudar a X en ciertas ocasiones, pero solo como parte de la historia. Cuando se integró, se trató de que fuera una diferente experiencia de juego alternativa a X, a pesar de que en el Mega Man X3 sólo podía jugar ciertas partes en las misiones, y si perdía una vida se volvía inutilizable por el resto del juego. Ya en el Mega Man X4, donde se hizo plenamente jugable, se vio la real diferencia de jugabilidad entre X y Zero, mientras que X usaba poderosos ataques a larga distancia, Zero ganó una poderosa arma de corta distancia, la Z saber, que era una espada láser.

## Apariencia
No mucho después de su primera aparición, muchos fanes creyeron que podría ser una versión futurística de Roll. Pero esto se limitaba a especulaciones de algunos Fanes, ya que luego se desmintió por Capcom y por el juego en si cuando salió a la venta.
En su debut en Mega Man X, Zero se mostraba con un diseño de armadura bastante sencillo y con unas hombreras redondas.Ya en el Mega Man X2 Zero fue reconstruido con un diseño de armadura mucho más detallado (aprovechando que en la historia, Zero había sido destruido), el cambio que más se notó fue el cambio de hombreras, que ahora tenían forma cuadrada, las marcas doradas en sus partes de piernas y brazos, su rediseñado Z Buster y claro, su arma insignia, la Z Saber. En Mega Man X3 su diseño siguió siendo básicamente el mismo, sólo su buster fue rediseñado. Básicamente el diseño de Zero no cambio hasta el Mega Man X8, donde recibió un nuevo diseño más estilizado, poseía el cabello más corto y los "cuernos" de su casco eran más cortos. Sin embargo, cabe anotar, que estos cambios físicos no son canónicos en la historia, sólo respresentan el cambio artístico.
En la serie de Mega Man Zero, su diseño fue rehecho completamente, conservando de su diseño en la Saga de X el color, el cabello largo y un poco el casco. La razón de este cambio es parcialmente revelado en el Mega Man Zero 3, sin embargo, el porqué exacto de este cambio de diseño en el juego nunca es especificado. En una entrevista realizada por el artbook "Rockman Zero Official Complete Works", el diseñador de personajes de las series Zero dijo que este cambio se realizó para hacer ver a Zero "más humano", aunque si se toma en cuenta la época: ya había pasado un siglo, y los reploides en la mayoría de los casos habían sido mejorados y se les habían dado formas más humanas según Ciel, esto claro está no es canónico por el momento hasta esperar una explicación de CAPCOM. Igualmente, se reveló que Zero era una copia del zero original, por lo tanto, al final de megaman zero 3, se revela que Omega Zero (o simplemente Omega) es solo el cuerpo original de Zero, controlado por su creador Dr Weil. En el juego se explica que Zero dono su cuerpo para crear a la Madre Elfo por ser el portador del virus maverick, y su alma/memoria fue puesta en un cuerpo sustituto el cual queda en estado de hibernación hasta su despertar por Ciel en el primer juego de la saga zero.
Desde las series X hasta las series Zero, Zero a veces tiene una armadura alterna de color negro, que en la mayoría de los juegos hace que las habilidades generales de Zero se vean aumentadas. Esta característica fue por primera vez vista en el Mega Man X2: Si el jugador lograba recolectar las tres partes de Zero, el Maverick Zero que aparece en el último nivel ha de tener color negro y algunas otras pequeñas variaciones de color. En Mega Man X4, Mega Man X5, Mega Man X6 y Mega Man X8, el jugador puede desbloquear una versión negra de la armadura de Zero que usualmente tiene mejor ataque y mejor defensa (sin embargo, la armadura negra de Megaman X4 no incrementa el poder de Zero en ninguna forma). En Mega Man X: Command Mission también se puede encontrar una nueva armadura para Zero, llamada Absolute Zero, que nos recuerda a la armadura de Treble que posee Bass en la Saga clásica de Mega Man. La Absolute Zero no posee armas, en vez de eso, confía sólo en sus garras y pies para el ataque, ya que de por sí ellos son devastadores. En esta forma, el ataque de Zero es de tipo Hielo/Agua, ya que "absolute zero" es la menor temperatura posible. Desde el Mega Man Zero 2 al Mega Man Zero 4, Zero tiene los chips de cuerpo Armadura Chatarra y la ProtoForma. Ambos lucen de un color grisáceo oscuro y poseén la habilidad de hacer doble daño, tanto ejecutado como recibido.

## Armas y habilidades
Superfuerza
Como casi todos los reploides, Zero posee esta habilidad, no se ha dicho cuanta, pero se ha demostrado que este puede destruir plataformas con su fuerza se dice que puede cargar más de 1000 toneladas.
Z-Saber
Arma característica de Zero, consiste en un sable de luz que corta en pedazos a sus enemigos, y con ella puede aprender diferentes técnicas sin el gasto de energía recargando su gran z-saber. Puede cortar metales super resistentes como el titanio laminado.
Buster
Durante la saga X, Zero posee un buster, sin embargo en la saga Zero, es una pistola. Se rumorea que el Z-buster fue "re-utilizado" en el proceso de creación del reploid Axl.
Velocidad
Zero posee una velocidad y una capacidad de salta por encima del promedio y esto se complementa con un tipo especial de maniobra de deslizamiento (Dash) rápido que le permite realizar técnicas rápidas a corta distancia con su espada. Desde X4, Zero puede mejorar su velocidad y sus habilidades de salto venciendo a ciertos jefes Maverick (en X4 , Split Mushroom y Jet Stingray), permitiéndole hacer un doble salto en el aire (Kuuenbu) y un salto con deslizamiento aéreo (Hienkyaku). Ya para el tiempo del Mega Man X6, Zero ya había asimilado el Kuuenbu y el Hienkyaku como habilidades de su configuración por defecto. también, desde el X5 y los juegos más avanzados, Zero puede mejorar sus habilidades con ciertos chips que se obtienen en el juego con ciertas condiciones o misiones (tales como rescatar los reploides que aparecen en ciertos niveles).
Sistema de asimilación
Zero, al igual que X, puede recibir y asimilar la data de ciertos enemigos para aprender poderosas técnicas. Sin embargo, a diferencia de X, sus técnicas implican el uso de la espada u otro poder relativo a esta y no implican gasto de energía, con excepción del "Giga Attack", que implica un golpe de energía contra el suelo, que produce varias bolas de energía que se mueven de arriba abajo por toda la pantalla.
Mejoras en la armadura
A pesar de que sus cambios no son tan sofisticados como los de X, Zero posee ciertas mejoras de armadura en varios juegos de la saga, solo que Zero obtiene su mejora en un solo lugar y sólo cambia en el color. La mejora más conocida es la armadura negra, que mejora todas las habilidades de Zero (ataque, defensa y velocidad). Ya en la saga Zero, él obtiene varios chips tanto para piernas, cuerpo y casco.
Teletransportación
A lo largo de los juegos, se ha visto que tanto Zero como muchos otros reploides tiene la habilidad de teletransportarse de un lugar a otro a casi su antojo. En su aparición en SVC Chaos: SNK Vs Capcom, él usaba esta habilidad para rápidamente moverse a lo largo del campo de batalla y así también esquivar los ataques y atacar más rápido. Sin embargo, se debe anotar que en Mega Man Zero, tanto Zero, como sus compañeros de la Resistencia, usan operadores y máquinas para hacer la teletransportación.

## Apariciones especiales
- Mega Man Legends 2: Aparece en un cartel de una tienda de revistas con la Black zero.
- SVC Chaos: SNK vs. Capcom: Aparece como personaje secreto con la apariencia de la saga de Mega Man Zero.
- Onimusha: Blade Warrior:También aparece como personaje secreto pero a lado de Mega Man EXE con la apariencia de la saga "Zero".
- Tatsunoko vs. Capcom: Ultimate All Stars : Hace nuevamente presencia pero en esta ocasión con la apariencia de la Saga X y a lado de Roll del Mega Man clásico y de Rock Volnutt de Mega Man Legends.
- Marvel vs. Capcom 3: Fate of Two Worlds: Una vez más aparece en un juego de lucha como personaje jugable. Pero esta vez enfrentando a los héroes y villanos del Universo Marvel. Sus movimientos son muy similares a los de Tatsunoko vs. Capcom y su apariencia es de la saga "X".
- Ultimate Marvel vs. Capcom 3: Zero reaparece en esta versión mejorada, de Marvel vs. Capcom 3: Fate of Two Worlds, con los mismos ataques especiales y mismos trajes. pero tienen la mejora de mayores combos en cuanto a sus ataques.
- Super smash bros 3DS/WIIU: No es una aparición física sino una como traje dle de los mii guners.
- Marvel vs. Capcom: Infinite: Zero vuelve para la siguiente entrega, a lado con X quien derrotaran a su enemigo sigma funcionado con Ultron,llamados ultron Sigma
- Super smash bros ultimate:aparece como ayudante haciendo ataques como el  hadenki,disparar con su cañón al acabar su tiempo se teletransporta como en videojuegos de megaman x.